# West Africa. Africa’s weekly magazine

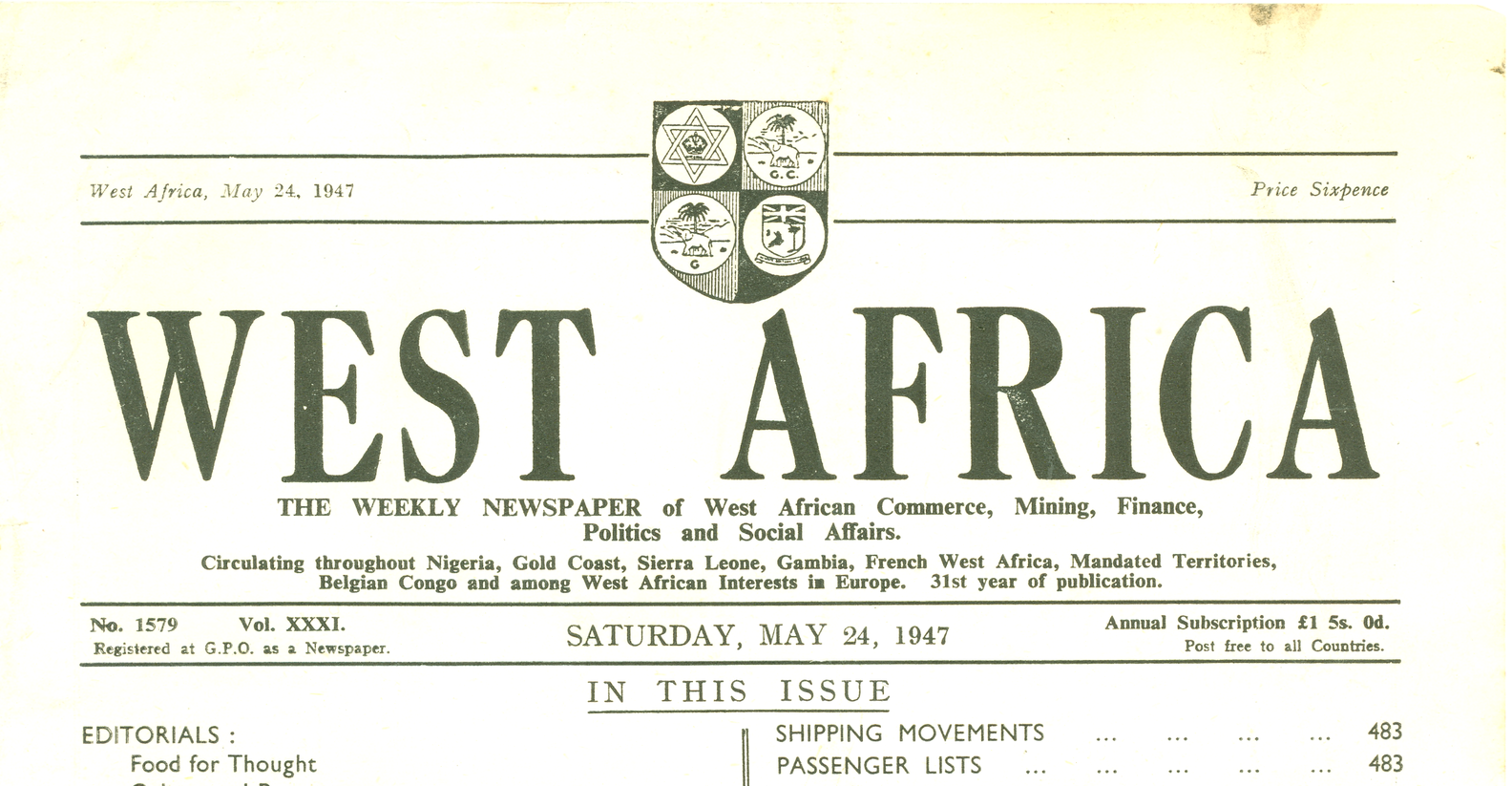
Kopf der am 5. Mai 1947 erschienenen Wochenzeitschrift für Westafrikanischen Kommerz, Bergbau, Finanzen, Politik und Soziales. Im Umlauf in Nigeria, Goldküste, Sierra Leone, Gambia, Französisch-Westafrika, Mandatsgebiete, Belgisch-Kongo sowie unter Westafrikanisch Interessierten in Europa

West Africa, Untertitel Africa’s weekly magazine, war eine von 1917 bis 2003 in London erschienene englischsprachige Zeitschrift mit Themenschwerpunkt Westafrika. Die als wöchentliches Magazin erstmals im Ersten Weltkrieg erschienene Zeitung trug aufgrund der ehemals von europäischen Kolonialmächten beherrschten Gebiete des afrikanischen Kontinents anfangs den Zusatz „the weekly newspaper of Nigeria, Gold Coast, Sierra Leone, Gambia, French West Africa, Mandated Territories and Belgian Congo.“
Das von der West African Newspapers Ltd. herausgegebene, bei Afrimedia International erschienene Blatt war Nachfolger der zuvor ab 1907 in Liverpool erschienenen Zeitschrift The African mail mit dem Untertitel „a weekly journal founded to meet the rapidly growing interest in West- and Central African questions.“
Nachfolgerin der West Africa wurde die ab 2004 erschienene Africa week.

## Inhalte

### „Portraits“
Ab 1948 wurden in der West Africa zahlreiche sogenannte „Portraits“ publiziert; Artikel über besondere Persönlichkeiten Afrikas inklusive biografischer Angaben. 1966 indexierte Karen Fung für die Hoover Institution Library and Archives sämtliche in den „Portraits“ von 1948 bis 1966 beschriebenen Personen, um damit ein Programm zur systematischen Sammlung afrikanischer biographischer Daten zu beginnen.